# Weitersfelden
Weitersfelden là một đô thị ở huyện Freistadt bang Oberösterreich, nước Áo. Đô thị này có diện tích 43,7 km², dân số thời điểm ngày 31 tháng 12 năm 2005 là 1112 người.